# 麥紀根
麥紀根（1931年2月17日—1998年1月12日），加拿大學者、政治人物，加拿大自由黨籍。
1931年生於愛德華王子島省沙洛城。曾就讀於聖登士丹大學（文學士）、多倫多大學（文學碩士、哲學博士）、奧斯古德法學院（法學士）、哥倫比亞大學（法學碩士、司法學博士）。曾任奧斯古德法學院及多倫多大學教授、溫莎大學法學院院長。
1968年當選加拿大下議院議員。1980年任外務卿。1982年任司法部長暨檢察總長。
1984年退出政壇，轉任聯邦上訴法院法官。1998年因肝癌逝世，享壽66歲。

## 延伸閱讀
- P. Whitney Lackenbauer (编). . University of Calgary Press. 2002. ISBN 1-55238-076-9.